# Nannambra
Nannambra är en ort i Indien.   Den ligger i distriktet Malappuram och delstaten Kerala, i den södra delen av landet, 2 000 km söder om huvudstaden New Delhi. Nannambra ligger 19 meter över havet och antalet invånare är 35 532.
Terrängen runt Nannambra är platt. Havet är nära Nannambra västerut. Runt Nannambra är det mycket tätbefolkat, med 1 754 invånare per kvadratkilometer. Närmaste större samhälle är Valavannūr, 7,9 km sydost om Nannambra. I omgivningarna runt Nannambra växer i huvudsak städsegrön lövskog.